# 1969 (Zvezdna vrata SG-1)
»1969« je 21. epizoda 2. sezone znanstvenofantastične nanizanke Zvezdna vrata SG-1.
V epizodi ekipa SG-1 se ekipa SG-1 odpravlja na planet P2X-555. Do Carterjeve pristopi general Hammond, ki ji izroči listek, katerega sme prebrati šele po prihodu na cilj. Na veliko presenečenje ekipe se vsi znajdejo nazaj v bazi, ki pa čez nekaj sekund izgine, namesto tega pa se ekipa znajde pod raketo, ki je tik pred izstrelitvijo. Preden se raketni motor vžge, ga Teal'c onesposobi.
Vse člane ekipe takoj zatem aretira vojaško osebje v bazi in jih začne zasliševati, saj so osumljeni vohunjenja. Carterjeva začne sklepati, da so se znašli v preteklosti, ko je bila njihova baza uporabljena za testiranje raket. Medtem mlad častnik odkrije pismo, ki ga nosi Carterjeva in postane vidno začuden. V njem je namreč prošnja za njegovo pomoč ekipi in dva datuma. Ko ekipo s tovornjakom odpeljejo na dodatna zaslišanja, ta častnik prebode gumo in med menjavo gume ekipa onesposobi stražarje ter s pomočjo častnika pobegne. Izkaže se, da je ta častnik George Hammond, torej njihov poveljnik, ki je 30 let mlajši.
Po pobegu ekipa začne iskati način za rešitev situacije. Carterjeva ugotovi, da sta datuma in uri na pismu generala Hammonda povezana z njeno raziskavo o uporabi zvezdnih vrat za potovanje v času in označujeta trenutek, ko mora ekipa odpotovati skozi zvezdna vrata, da se vrne nazaj v pravi čas. Edini problem je, da ne poznajo lokacije zvezdnih vrat, ki se v letu 1969 nahajajo na neznani lokaciji. Zato se Daniel Jackson odpravi h Catherine Langford, katere oče je odkril zvezdna vrata. Ker se izdaja za sina arheologa, ki je sodeloval z njenim očetom in pove veliko informacij o zvezdnih vratih, mu Catherine pove, da se zvezdna vrata nahajajo v vojaškem skladišču blizu Washingtona.
Ekipa SG-1 nato prispe do vojaškega skladišča in uspe aktivirati zvezdna vrata. Ker jih odkrijejo stražarji, skozi zvezdna vrata stopijo malenkost prezgodaj in znajdejo se v prihodnosti. Tam jih pričaka Cassandra, deklica, ki so jo nekoč rešili s planeta pod napadom Goa'uldov - seveda s to razliko, da je Cassandra zdaj zelo stara. Ta jim pove, da so zgrešili svoj čas in jih ponovno napoti skozi zvezdna vrata. 
Po ponovnem potovanju se skipa končno znajde nazaj v svoji bazi, kjer jih pričaka general Hammond. Ko ga Carterjeva vpraša, kako je vedel za časovno potovanje, je odvrnil, da je v letu 1969 iz baze pospremil štiri vsiljivce, ki so ga spominjali na ekipo SG-1.